# 鋼鐵雄心：黑暗時刻
《鋼鐵雄心：至暗時刻》（英語：Darkest Hour: A Hearts of Iron Game），該遊戲以Paradox Interactive的Europa engine為基礎製作而成的大型戰略遊戲。遊戲時間設定為1914年至1964年，而玩家可自由選擇操作此一時間所有的民族國家，包括其政治、外交、諜報、經濟、軍事及科技研究。
雖然官方遊戲網頁表示此遊戲於2011年3月25日上市。2011年2月24日新聞稿表示2011年3月29日為所有遊戲供應商下載發布而2011年3月31日GamersGate宣布黑暗時刻將於4月5日正式上市，並將該遊戲列入"即將上市"的遊戲頁面上。

## 內容
含以下遊戲劇本:
- 1914 大戰 (起始時間於1914年6月27日)

备注：萨拉热窝事件前一日
- 1936 戰爭之路 (起始時間於1936年1月1日)

备注：传统剧本
1.02pb2版本追加的剧本：
- 1933 决定日(起始時間於1933年3月4日)

备注：罗斯福就任美国总统；德国二战前最后一次大选的前一日
- 1940 燃烧的欧洲(起始時間於1940年5月10日)

备注：德国开始西线攻势
- 1941 觉醒的巨人(起始時間於1941年6月22日)——1.03改名为“战火中的世界”

备注：德国入侵苏联
1.02正式版追加剧本：
- 1942 敌人在门口(起始時間於1942年11月22日)

备注：德国第6集团军被围困于斯大林格勒
1.03追加剧本
- 1939 闪电战(起始時間於1939年9月1日)

备注：德国闪击波兰
- 1943 逆潮(起始時間於1943年7月26日)

备注：墨索里尼政权倒台第二天
- 1944 诸神黄昏(起始時間於1944年6月20日)

备注：盟军在诺曼底获得稳定登陆场
- 1945 最后的胜利(起始時間於1944年12月16日)

备注：德军发动阿登反击
- 小剧本 1904 日俄战争(起始時間於1904年2月7日)
- 小剧本 1939 白色方案：入侵波兰(起始時間於1939年9月1日)

### 模組
以钢铁雄心II：决战系統製作而成的模組，如:Kaiserreich、the Fallout Mod、Mod33，經測試也可兼容於黑暗時刻。而鋼鐵雄心II：鐵十字也兼容於該遊戲之系統。

## 外部連結
- 黑暗時刻官方討論區 （页面存档备份，存于）
- 黑暗時刻Facebook （页面存档备份，存于）
- 黑暗時刻Twitter （页面存档备份，存于）
- 英文版遊戲介紹 （页面存档备份，存于）
- 法文版遊戲介紹 （页面存档备份，存于）
- 德文版遊戲介紹 （页面存档备份，存于）